# Gruppo Tecnico delle Destre Europee
Il Gruppo Tecnico delle Destre Europee (GTDE) (in inglese: Technical Group of the European Right, DR; in francese: Groupe Technique des Droites Européennes, GTDE)  è stato un gruppo politico nazionalista di estrema destra nel Parlamento europeo nato tra il 1989 e scioltosi il 1994, erede del Gruppo delle Destre Europee.

## Storia del gruppo
Dopo le elezioni europee del 1989 il Gruppo delle Destre Europee perse il Partito Unionista dell'Ulster e il greco Unione Politica Nazionale. Il gruppo fece fatica a ricostituirsi: i nazionalisti tedeschi, i Republikaner, non erano d'accordo sulla partecipazione del Movimento Sociale Italiano - Destra Nazionale, reo di non essere d'accordo sullo status del Sud Tirolo; e il MSI non era d'accordo su alcune posizioni dei Republikaner troppo razziste e scioviniste. 
Il 25 luglio 1989 il Fronte Nazionale, i Republikaner tedeschi e il belga Blocco Fiammingo formano il Gruppo Tecnico delle Destre Europee.
Suo capogruppo era  ancora una volta Jean-Marie Le Pen, leader del Fronte Nazionale.
Dopo le elezioni europee del 1994 i Republikaner non riuscirono a superare lo sbarramento del 5% e i nazionalisti francesi aderirono al gruppo dei Non iscritti.

## Composizione
| Partito          | Nome locale      | Abbr. | Stato    | MPE |
| ---------------- | ---------------- | ----- | -------- | --- |
| Fronte Nazionale | Front National   | FN    | Francia  | 10  |
| I Repubblicani   | Die Republikaner | REP   | Germania | 6   |
| Blocco Fiammingo | Vlaams Blok      | VB    | Belgio   | 1   |